# Aure (Noruega)
Aure és un municipi situat al comtat de Møre og Romsdal, Noruega. Té 3.536 habitants (2016) i té una superfície de 643.94 km². El centre administratiu del municipi és el poble homònim.

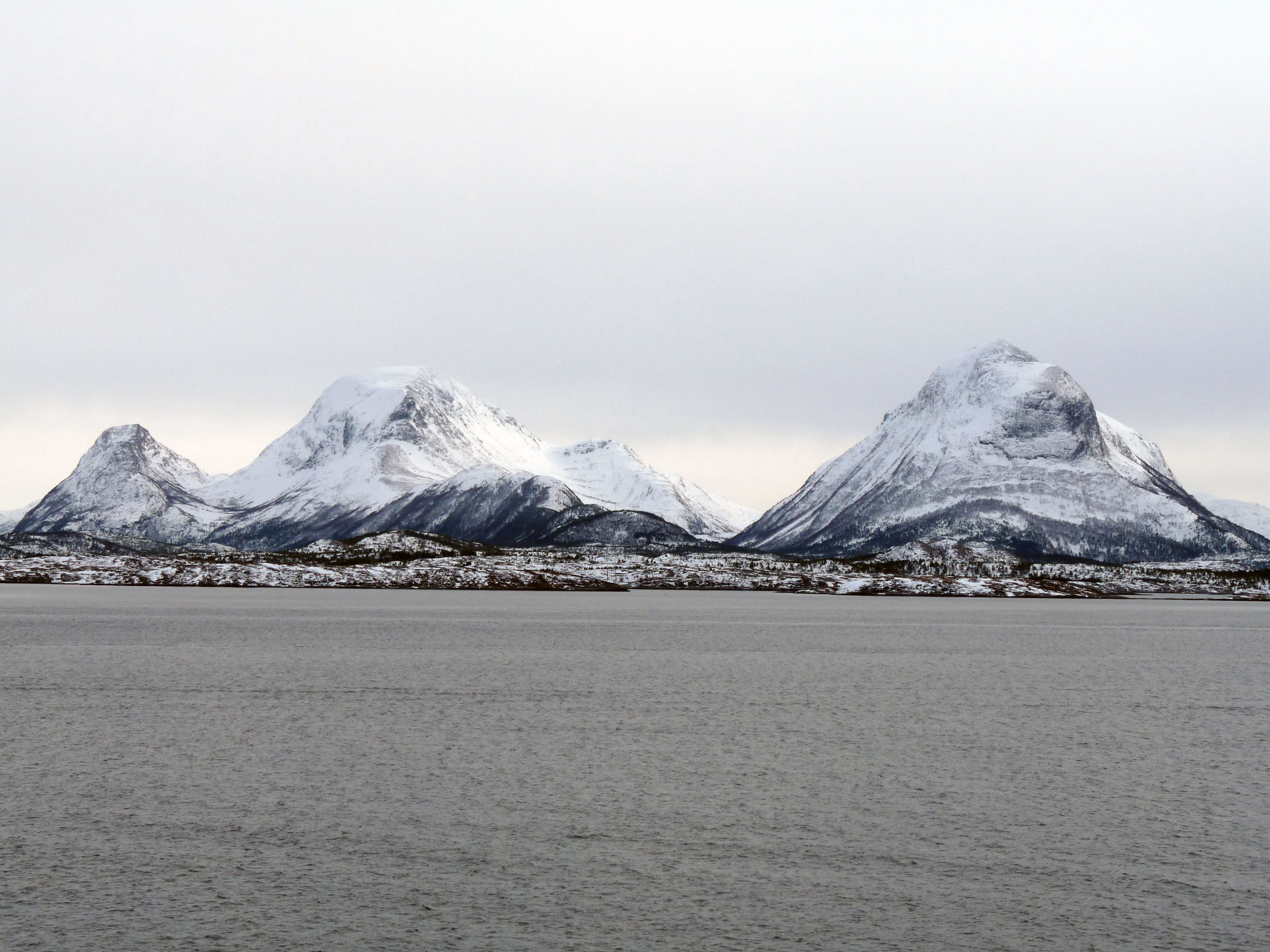
Vista de Tustna.

El municipi inclou moltes illes, així com algunes parts del continent. Entre les illes d'Aure es troben Ertvågsøya, Grisvågøya, Rottøya, Ruøya, Skardsøya, Solskjelsøya, Stabblandet, i Tustna. Els fiords Vinjefjorden, Arasvikfjord i Edøyfjorden envolten el municipi.
L'agricultura i l'aqüicultura empren el 13,6% de la població activa, sobretot dins de la ramaderia lletera, la pesca i la piscicultura. La indústria manufacturera i la construcció donen feina al 25,5% de la població, on les indústries més importants són les drassanes de Mjosundet i la planta de processament de gas natural a Tjeldbergodden, així com la central elèctrica de Tjeldbergodden. Una canonada de gas natural liquat (GNL) des del camp petrolier Heidrun acaba aquí. El treball restant (el 60,5%) es dedica a la indústria de serveis.